# 장승초등학교 (전북)
장승초등학교는 대한민국 전북특별자치도 진안군에 있는 공립 초등학교이다.

## 학교 연혁
- 1946. 02. 01 부귀국민학교 장승분교장 개설
- 1954. 04. 06 장승국민학교 승격
- 1959. 07. 01 현 위치로 학교 이전
- 1982. 03. 08 장승초등학교 병설유치원 인가
- 1996. 03. 01 장승초등학교로 개명
- 2010. 11. 22 전라북도교육청 혁신학교 지정
- 2016. 03. 01 전라북도교육청 혁신 더하기 학교 지정
- 2023. 09. 01 제32대 교장(공모) 부임
- 2024. 02. 07 제70회 졸업식(졸업생 1,960명)
- 2024. 03. 01 초등학교 6학급, 유치원 1학급 편성

## 참고 자료
- 장승초등학교 - 한국교육학술정보원 학교알리미